# Oenothera elongata
Oenothera elongata là một loài thực vật có hoa trong họ Anh thảo chiều. Loài này được Rusby mô tả khoa học đầu tiên năm 1893.